# Djurgårdskyrkan
Djurgårdskyrkan ligger mellan Gröna Lund och Skansen på Djurgårdsvägen 74 i Stockholm. Den tillhör Oscars församling i Stockholms stift. Byggnaden är sedan 1939 ett kyrkligt kulturminne.

## Historik
Kyrkan och skolan byggdes 1828 som en gåva av Djurgårdsvarvets delägare och skeppsredare John Burgman (1764–1833). På den tiden fanns inte Djurgårdsbron och föräldrarna var ovilliga att färja barnen till skolan på fastlandet. Mestadels bodde båtsmän och andra som hade med skeppsfart och varv på Djurgården. År 1876 gick 217 barn i skola i Djurgårdskyrkan, två år senare uppfördes den nya Djurgårdsskolan på Sollidsbacken.
Från början var det en kyrka i Hedvig Eleonora församling. När den församlingen delades och Oscars församling bildades, 1 maj 1906, kom Djurgårdskyrkan att vara den nya församlingens enda och äldsta kyrka. På 1830-talet var kyrkan också ett kolerasjukhus. Sedan 1880 används kyrkan enbart som gudstjänstlokal. Ovanpå kyrkorummet på övervåningen finns en församlingslokal.
Prins Eugen har målat altartavlan "Den signande solen" och givit den som gåva till kyrkan. Hjalmar Gullberg, själv Djurgårdsbo, författade texten till inskriptionen på kyrkklockan som hänger i klockstapelen. Den ritades av Ragnar Hjorth 1949 och restes 1950. Inskriptionen lyder:
| ” | Den gröna stadens klocka vet att bortom död och undergång finns nya vårars fågelsång Det är naturens hemlighet den gröna stadens klocka vet. | „ |

## Orgel
- 1939 bygger Hans Schuster, Stockholm en orgel med 7 stämmor, två manualer och pedal enligt transmissionssystemet.
- Den nuvarande orgeln är byggd 1958 av Åkerman & Lund, Knivsta och är en mekanisk orgel.

| Huvudverk I  | Bröstverk II  | Pedal            | Koppel |
| Gedackt 8´   | Rörflöjt 8´   | Subbas 16´       | I/P    |
| Principal 4´ | Spetsflöjt 4´ | Gedacktpommer 4´ | II/P   |
| Waldflöjt 2´ | Svegel 2´     |                  | II/I   |
|              | Sifflöjt 1'   |                  |        |

## Bilder

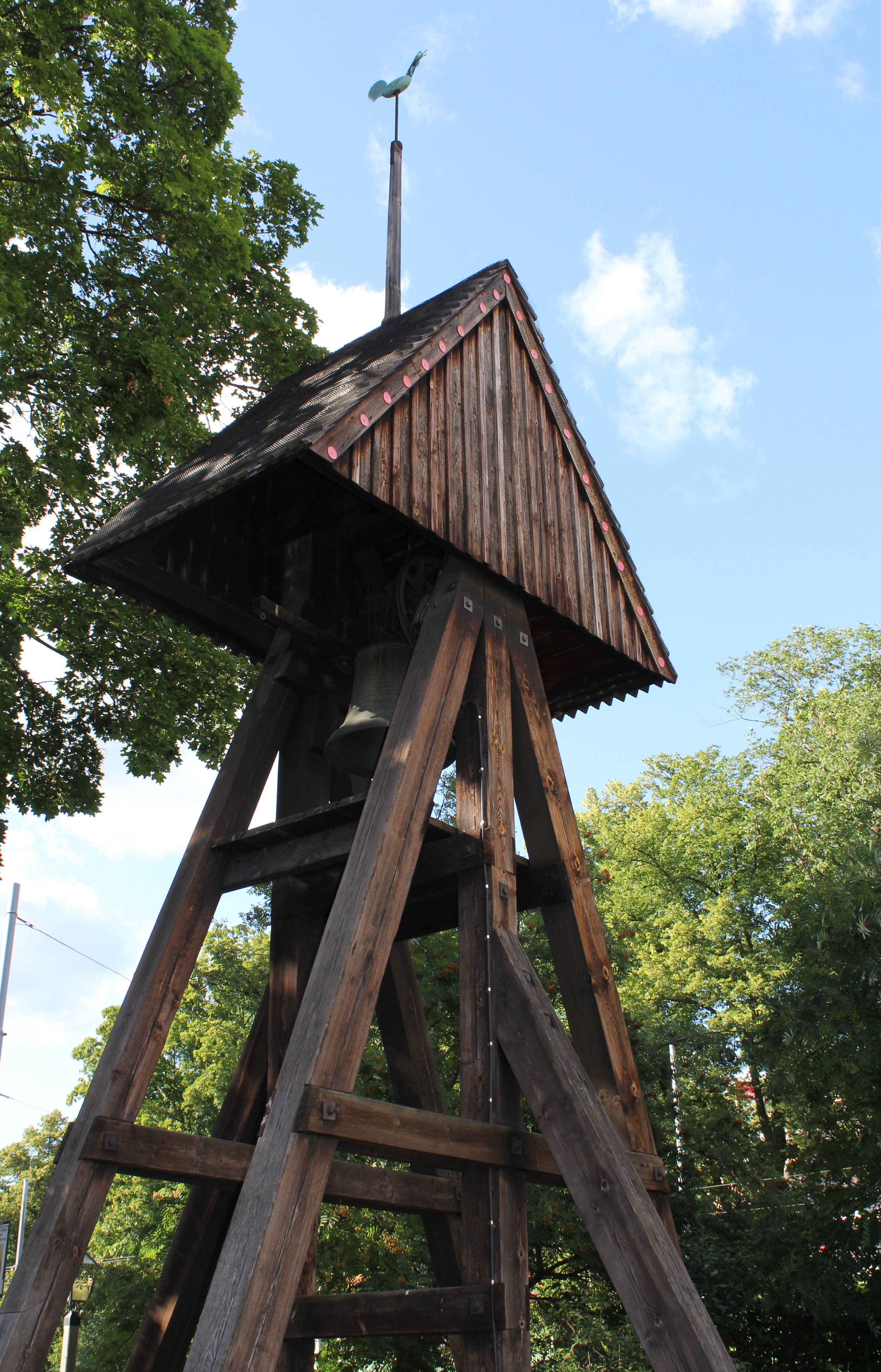
Klockstapeln
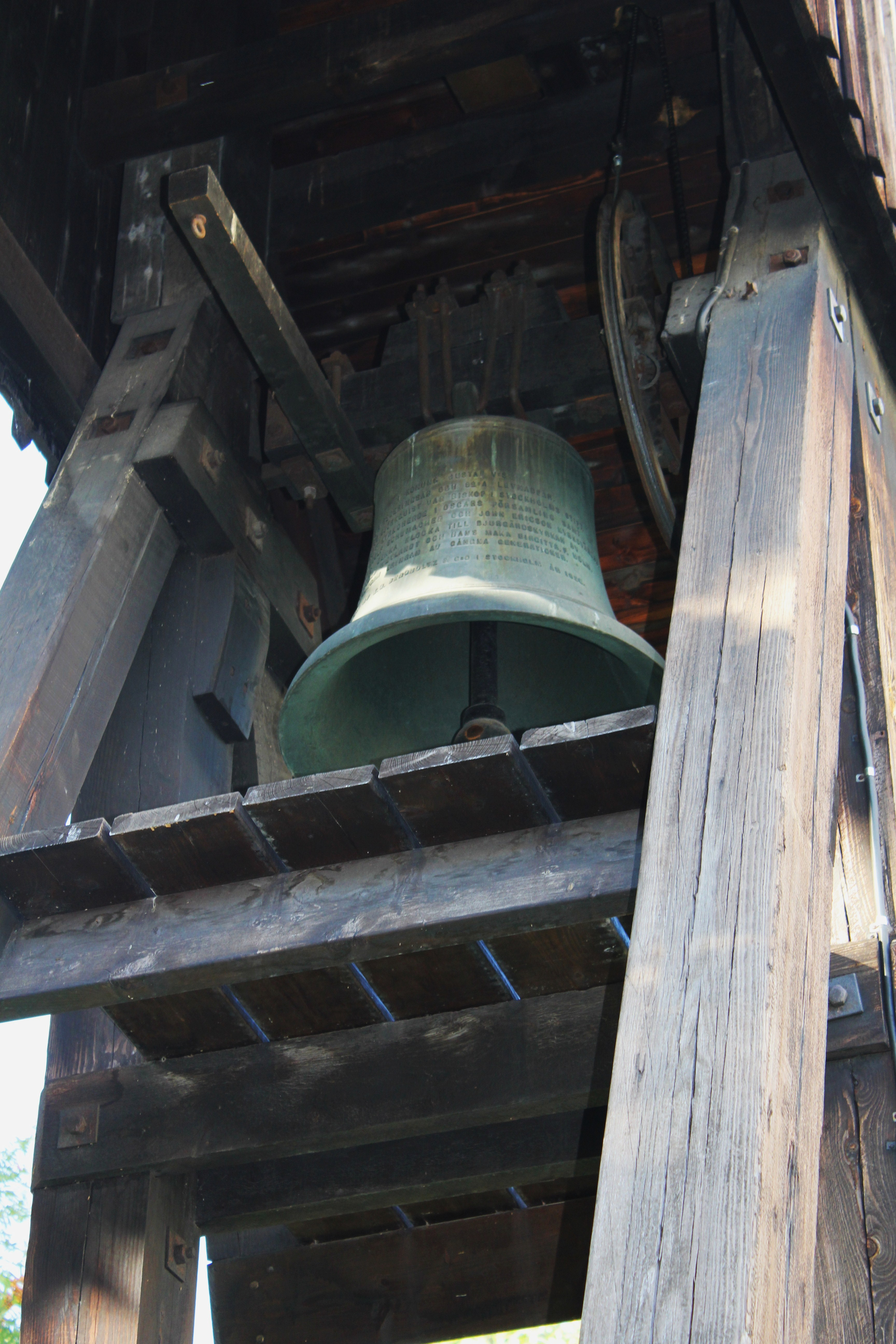
Klockan i klockstapeln
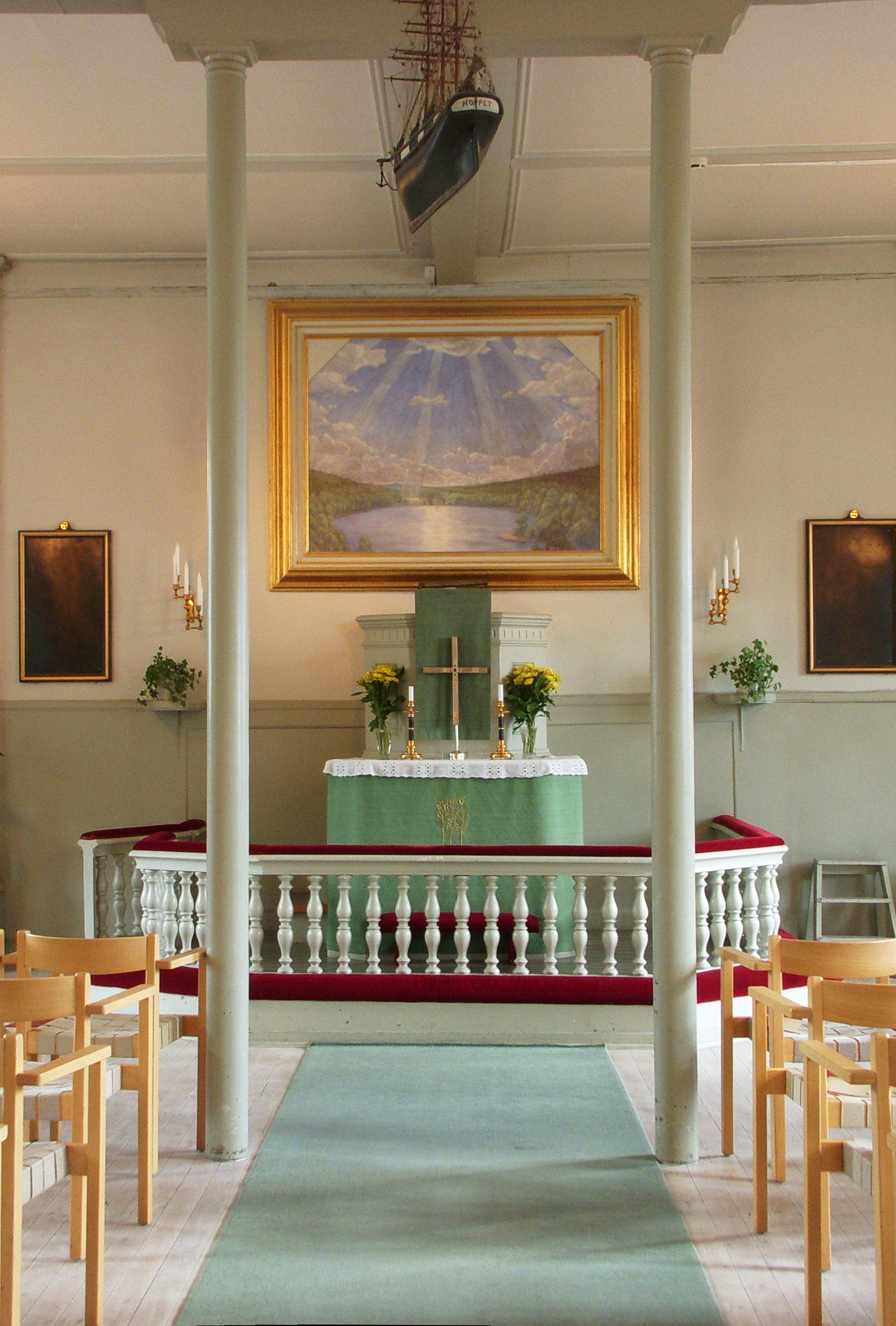
Altargången med Prins Eugens altartavla